# ویرت
ویرت (به هلندی: Weert) یک شهرستان در هلند است که در لیمبورخ واقع شده‌است. ویرت ۳۵ متر بالاتر از سطح دریا واقع شده‌است.

## خواهرخوانده
شهر Rakovník خواهرخواندهٔ ویرت هست.